# Oliena
Oliena (sardinski: Ulìana) je grad i općina (comune) u pokrajini Nuoru u regiji Sardiniji, Italija. Nalazi se na nadmorskoj visini od 379 metara i ima 7 101 stanovnika.
 Prostire se na 165,74 km². Gustoća naseljenosti je 43 st/km².
Susjedne općine su: Dorgali, Nuoro i Orgosolo.